# Monte Lee
El monte Lee (Mount Lee) es uno de los picos de la sierra de Santa Mónica, que se encuentra en Griffith Park, Los Ángeles (Estados Unidos). El famoso Hollywood Sign se encuentra en su ladera sur.